# Замок Инвернесс
Инвернесс (англ. Inverness Castle; шотл. Caisteal Inbhir Nis) — средневековый замок, который расположен на территории современной Шотландии. Крепость Инвернесс занимает стратегически важное положение в устье реки Несс (англ. River Ness), поэтому она регулярно оказывалась в центре различных вооружённых конфликтов. Сам замок закрыт для посещений общественности (открыта только территория вокруг замка).

## География
Крепость Инвернесс находится в городе Инвернесс (англ. Inverness) на северо-востоке Шотландии, в области Хайленд, в Великобритании.
Замок построен на скале, возвышающейся над рекой Несс, вытекающей из озера Лох-Несс и впадающей в залив Мори-Ферт (англ. Moray Firth, шотл. An Cuan Moireach, Linne Mhoireibh).

## История

###### ДоXVI века
Замок Инвернесс, был построен из дерева в XI веке, приблизительно в 1057 году по указу короля Шотландии Малкольма III.
В начале XIV века в 1310 году во время войны за независимость король Роберт I разрушил замок.
В 1429 году случился конфликт между Александром Макдональдом (англ. Alexander of Islay или Alexander MacDonald) и королём Шотландии. Александр сжёг город Инвернесс и осадил королевскую крепость Инвернесс, но не смог её захватить.

###### Во время правления королевы Марии Стюарт
С 1548 года по 1562 год констеблем замка был Джордж Гордон — 4-й граф Хантли (1514-1562). 9 сентября 1562 года, когда Мария (англ. Mary I Stuart, гэльск. Màiri Stiùbhart) — Королева Шотландии посетила Инвернесс, Александр Гордон по приказу Джорджа Гордона не открывал ворота замка. Впоследствии замок был осажден сторонниками королевы (Кланом Манро и Кланом Фрейзером). Осада длилась три дня и когда крепость пала, Александр Гордон был повешен за государственную измену. Некоторых ключевых персон гарнизона посадили в тюрьму, а других просто отпустили. Королева отдыхала в замке Инвернесс несколько дней. 14 сентября 1562 года, отправилась в Дворец Спайн, что находится на севере Шотландии.

###### XVII—XVIII века
22 февраля 1649 года англичане под предводительством короля Чарльза II и его командующих вступили на территорию замка Инвернесс, откуда они изгнали гарнизон, а потом снесли стены и фортификационные сооружения. 
В 1650 году во время Гражданской войны в Шотландии случилась осада Инвернесса. Льюис Гордон — 3-й Маркиз Хантли, безуспешно осаждал замок, под руководством роялиста Джеймса Грэма (англ. James Graham) — 1-го Маркиза Монтроза.
В 1665 году народ Инвернесса устроил бунт, впоследствии которого было серьёзно ранено несколько человек из Клана Макдональд. В 1689 году бунт образовался снова и Клан Макдональда решил осадить крепость. В осаде на стороне нападавших присутствовало около 900 человек. Они разграбили город и захватили несколько заложников. Благодаря посредничеству Джона Грэма — 1-го Виконта Данди, выкуп был заплачен и пленники были отпущены.

###### Во время восстаний якобитов
В ноябре 1715 года во время восстания якобитов в городе Инвернесс, замок был захвачен Кланом Маккензи, под руководством сэра Джона Маккензи Коула (англ. John McKenzie Cole), который поддерживал мятежников. Саймон Фрейзер — 11-й лорд Ловата, осадил крепость (таким образом поддержав Клан Роуз и Клан Форбс в их тяжёлое время). На следующий день сэр Джон Маккензи Коул согласился сдать замок Инвернесс. Условия сдачи крепости были таковы:
1. Избежание пленения;
2. Возможность присоединиться к армии Джона Эрскина (англ. John Erskine). На то время он был графом Марта, а также лидером армии якобитов[8].

Крепость Инвернесс была расширена, усилена и модернизирована генералом Джорджем Уэйдом (англ. George Wade) в 1725 году. Но в 1746 году замок был разрушен армией якобитов.
В 1746 году замок был осаждён якобитами во время их второго восстания. Защитники форта были бессильны против хорошего вооружения якобитов и поэтому майор Джордж Грант сдал форт 21 февраля того же года.

## Архитектура
Крепость, построенная из красного песчаника, была возведена архитектором Уильямом Берном в 1835 году на месте фундамента старого форта, чтобы служить, как зал графства Инвернесс и быть центром для высокого суда и совета. Фундамент старого замка был немного восточнее. Замок состоит из двух зданий. Первое здание закрыто, а второе здание (Северный блок) используется как суд шерифа. Хотя когда его построили в 1848 году, оно использовалось, как тюрьма Инвернесса.
Единственным доказательством того, что замок существовал здесь ещё до реконструкции в 1835 года, является часть старой стены и колодец. Колодец более раннего замка был расположен между двумя зданиями, и со временем превратился в руины, но в 1909 году его восстановили.
На территории перед замком стоит статуя якобинской героини — Флоры Макдональд и её собаки. Статуя была возведена в 1899 году.